# Ewangeliarz św. Augustyna

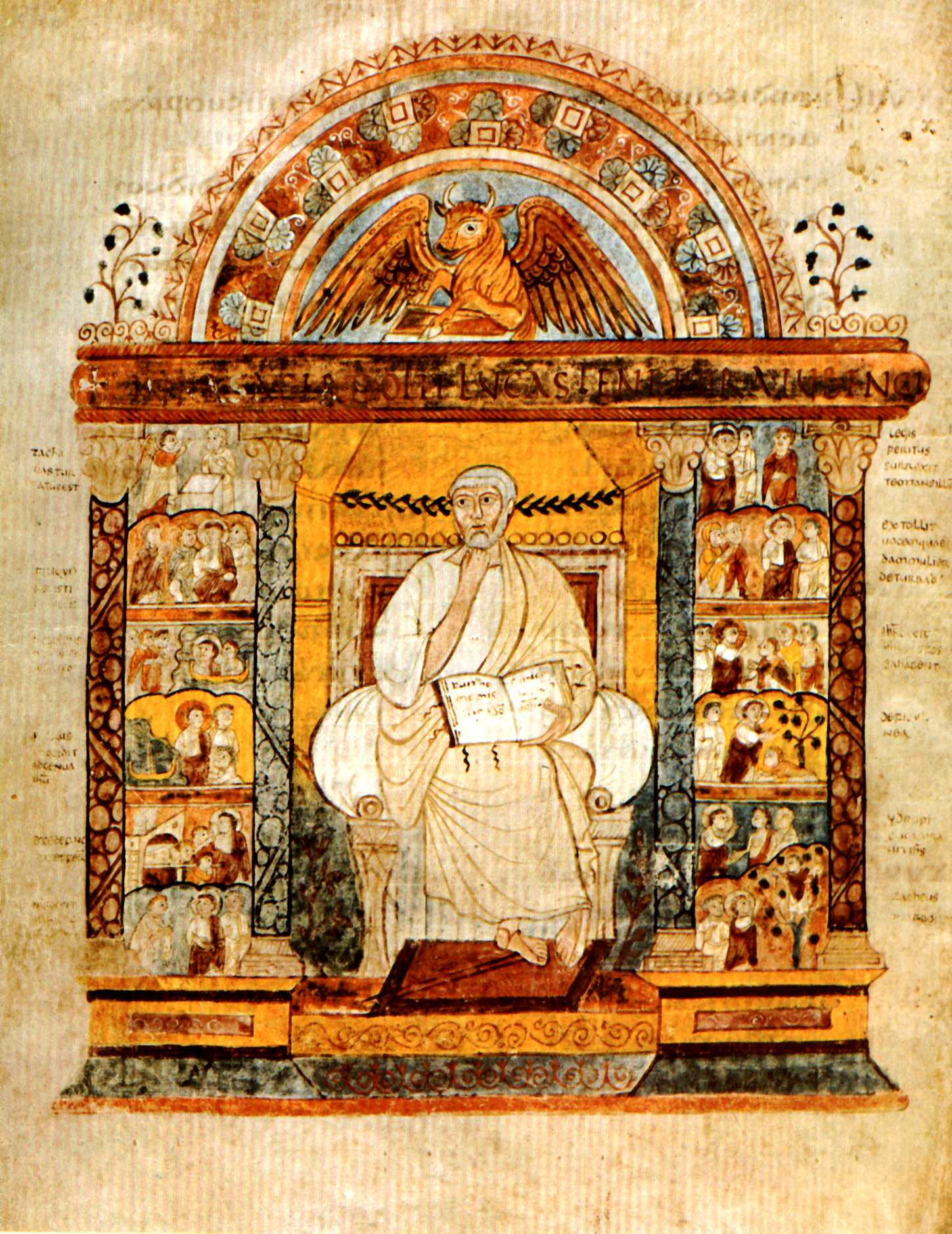
Miniatura z wizerunkiem św. Łukasza Ewangelisty

Ewangeliarz św. Augustyna – datowany na VI wiek rękopiśmienny łaciński ewangeliarz, będący własnością Corpus Christi College w Cambridge (sygnatura Lib. MS. 286).
Spisany na welinie manuskrypt ma wymiary 245×190 mm i liczy 265 kart in folio. Tekst pisany jest uncjałą w dwóch kolumnach na stronę, po 25 wersów każda. Pierwotnie księga zawierała cztery miniatury z wizerunkami ewangelistów, z których do czasów współczesnych zachowała się tylko jedna, przedstawiająca św. Łukasza. Ewangelista został przedstawiony pomiędzy kolumnami, na których umieszczono 12 scenek z życia Jezusa, na sklepieniu opartym na kolumnach znajduje się natomiast symbol świętego. Druga z zachowanych całostronicowych miniatur przedstawia 12 scen Pasji.
Księga powstała w Italii, przypuszczalnie w VI wieku. W VII lub VIII wieku znajdowała się już na Wyspach Brytyjskich, o czym świadczą naniesione w tym czasie poprawki tekstu, dokonane ręką insularnego skryby. Zgodnie z tradycją księgę miał przywieźć ze sobą do Anglii w 597 roku św. Augustyn z Canterbury. W XI wieku manuskrypt poświadczony jest w posiadaniu opactwa augustiańskiego w Canterbury. W XVI wieku stanowił własność anglikańskiego arcybiskupa Canterbury Matthew Parkera, po jego śmierci w 1575 roku trafił do zbiorów Corpus Christi College.